# Gerrhopilus hedraeus
Gerrhopilus hedraeus är en ormart som beskrevs av Savage 1950. Gerrhopilus hedraeus ingår i släktet Gerrhopilus och familjen maskormar. Inga underarter finns listade i Catalogue of Life.
Denna orm förekommer i Filippinerna men saknas på landets västra och centrala öar. Arten lever i skogar och i andra områden med träd. Gerrhopilus hedraeus gräver i lövskiktet och i det översta jordlagret. Honor lägger ägg.
För beståndet är inga hot kända. Populationens storlek är okänd. IUCN kategoriserar arten globalt som otillräckligt studerad.